# Mikalai Charniak
Mikalai Charniak –en bielorruso, Мікалай Чарняк– (16 de noviembre de 1986) es un deportista bielorruso que compitió en halterofilia. Ganó una medalla de oro en el Campeonato Europeo de Halterofilia de 2009, en la categoría de 77 kg.

## Palmarés internacional
| Campeonato Europeo | Campeonato Europeo | Campeonato Europeo | Campeonato Europeo |
| Año                | Lugar              | Medalla            | Categoría          |
| ------------------ | ------------------ | ------------------ | ------------------ |
| 2009               | Bucarest (Rumania) | Medalla de oro     | 77 kg              |